# Doug Gjertsen
Douglas Seneca Gjertsen (né le 31 juillet 1967 à Philippsburg) est un nageur américain. Lors des Jeux olympiques d'été de 1988 disputés à Séoul, il remporte une médaille d'or au relais 4 x 200 m nage libre avec Troy Dalbey, Matt Cetlinski et Matt Biondi, les américains battant au passage le record du monde. Il est également médaillé d'or au relais 4 x 100 m nage libre pour avoir participé aux series.
En 1992 à Barcelone, il a pris part au relais 4 x 200 m nage libre médaillé de bronze avec Joe Hudepohl, Mel Stewart et Jon Olsen puis a terminé huitième au 200 mètres nage libre.

## Palmarès
- médaille d'or au relais 4 x 100 m nage libre aux Jeux olympiques de Séoul en 1988
- médaille d'or au relais 4 x 200 m nage libre aux Jeux olympiques de Séoul en 1988
- médaille de bronze au relais 4 x 200 m nage libre aux Jeux olympiques de Barcelone en 1992

### Championnats du monde
- médaille d'or au relais 4 x 100 m nage libre à Perth en 1991
- médaille d'argent au relais 4 x 200 m nage libre à Perth en 1991

### Championnats pan-pacifiques
- médaille d'or au 200 m nage libre à Tokyo en 1989
- médaille d'or au relais 4 x 100 m nage libre à Tokyo en 1989
- médaille d'or au relais 4 x 200 m nage libre à Tokyo en 1989
- médaille de bronze au 100 m nage libre aux Tokyo en 1989